# 雪花芋螺
雪花芋螺（学名：Conus excelsus）为芋螺科芋螺屬下的一个种。